# Radiobos
Het Radiobos is een gebied van 50 ha ten noorden van het dorp Stevensbeek in de Nederlandse gemeente Land van Cuijk. Het ligt ten noorden van de Radioplassen, en ook de Radioweg loopt erdoorheen.
Deze geografische namen zijn te verklaren uit een langegolfradio-ontvangstation, het wonder van de twintigste eeuw, dat hier in 1919 werd gevestigd onder de naam Radio Sambeek en dat korte tijd heeft gefunctioneerd.
Radio Sambeek was een radiotelegrafie-ontvangststation voor de langegolfzenders in Bandoeng waarmee het contact met het toenmalige Nederlandsch-Indië mogelijk gemaakt werd. Op de heide werden zeven masten opgericht, die elk 61,5 m hoog waren, waaraan de antenne werd bevestigd.
In de beginjaren van de radio moest de afstand tussen de lokale zend- en ontvangststations aanzienlijk zijn: de uiterst gevoelige ontvanger moest zo min mogelijk gestoord worden door de zeer sterke eigen zender. Het (later gebouwde) zendstation kwam dan ook op de Veluwe, ruim 60 km verderop te staan: Radio Kootwijk.
Het personeel, dat vooral uit de Randstad kwam, kon op de Brabantse heide niet goed aarden. De afstand van het telegraafkantoor in Amsterdam tot Sambeek bleek te groot voor de benodigde telefoonlijnen. In 1924 verhuisde het ontvangststation naar Meijendel bij Wassenaar, later naar Noordwijk en uiteindelijk naar Nederhorst den Berg.
In 1925 heeft Willem Einthoven in Sambeek ontvangstproeven gedaan op het gebied van langegolftelegrafie. Hij gebruikte hiervoor de achtergelaten antenne van de PTT en een langegolfontvanger, die gebaseerd was op de vacuüm snaargalvanometer, een speciale uitvoering van de snaargalvanometer die door zijn vader, Nobelprijswinnaar Willem Einthoven, uitgevonden was.

## Heden
Tegenwoordig is het Radiobos een recreatiegebied. Er zijn plassen waarin men kan zwemmen. Er wordt ook gevist. Het bos bestaat voornamelijk uit grove dennen.